# أل لاتيمر
أل لاتيمر (بالإنجليزية: Al Latimer)‏ هو لاعب كرة قدم أمريكية أمريكي، ولد في 14 أكتوبر 1957 في وينتر بارك، فلوريدا في الولايات المتحدة.

## وصلات خارجية
- أل لاتيمر على موقع مرجع كرة القدم المحترفة.كوم (الإنجليزية)
- أل لاتيمر على موقع JustSportsStats.com (الإنجليزية)